# Amadeu Vives i Roig
Amadeo Vives Roig, Amadeu Vives i Roig en catalan  (prononciation catalane: əməðew βiβəz i rɔʧ), né le 18 novembre 1871 à Collbató, province de Barcelone, et décédé le 2 décembre 1932 à Madrid, est un compositeur espagnol, catalan, créateur de plus d'une centaine d'œuvres lyriques, dont des opérettes, des opéras, de nombreuses zarzuelas pour lesquelles il est surtout connu. Parmi ses plus célèbres, Maruxa, Bohemios, et surtout Doña Francisquita, dont Christopher Webber louait « lyrisme facile, l'orchestration fluide et l'évocation colorée du Madrid du XIXe siècle, sans parler de son écriture vocale et chorale remarquable ». C'est « sans doute la plus connue et aimée de toutes ses œuvres, l'une des rares zarzuelas qui a «voyagé» à l'étranger ».
Homme de grande culture, Vives a également laissé une importante œuvre littéraire, qui comprend divers essais sur l'esthétique musicale, un livre autobiographique, Sofía (1923), et une comédie à succès Jo no sabia que el món era així (Je ne savais pas que le monde était ainsi, en catalan), dont la première fut donnée à Barcelone en 1929, et qui fut renommée Rosalía lors de sa première en langue espagnole, à Santander en 1930.
Les archives personnelles d'Amadeu Vives sont conservées à la Bibliothèque de Catalogne.

## Biographie
Amadeu Vives est né à le 18 novembre 1871 à Collbató, petit village sur les flancs de la montagne de Montserrat, qui comptait alors à peine 800 habitants. Fils de Rafael Vives Solá et de Josefa Roig Deu, humble famille de boulangers, il fut baptisé à l'église San Cornelio. À l'âge de 5 ans, il commença à accompagner son frère Camilo, de dix ans son aîné, au village voisin d'Esparraguera, pour suivre les cours de musique de M. Flaquer, organiste de l'église paroissiale du lieu. En 1877, un accident blessa son bras et sa jambe gauche, qui resteraient atrophiés pour toujours.
Il étudia l'harmonie et la composition avec José Ribera Miró, organiste de la chapelle de musique de la paroisse de Santa Ana de Barcelone. Plus tard, il devient maître de chapelle dans un asile de Málaga, et dans le couvent de Loreto à Barcelone. En 1891, il participa, avec Lluís Millet à la création de la société chorale ''Orfeó Català'', clé de voûte de la renaissance musicale catalane. Il composa pour l'Orfeó de nombreuses chansons originales, comme L'emigrant ou La Balanguera, et des transcriptions de musique populaire. Il devint ensuite l'élève de Felipe Pedrell, une figure fondamentale de la musique espagnole du XXe siècle. Très vite, il s'installa à Madrid, où il passa le reste de sa vie. Il y publia d'abord une série d’œuvres concertantes, des solos et beaucoup de chants choraux avant d'aborder les zarzuelas qui feraient sa renommée.
Avant de passer à la zarzuela, Vives écrivit une pièce à succès en langue catalane, Jo no sabia que el món era així (« Je ne savais pas que le monde était comme ça », 1929) et un ambitieux Artús, opéra en quatre actes (1897, Barcelone) d'après Walter Scott. Un an plus tard, sa première zarzuela en un acte (género chico) La primera del barrio, était représentée au Teatro de la Zarzuela de Madrid. Ses zarzuelas suivantes rencontrèrent un certain succès, en particulier Don Lucas del Cigarral (1899) et La balada de la luz (1900), mais sa véritable percée critique et populaire vint avec les Bohemios, en un acte (1904). Vives puisait dans la même veine littéraire que La Bohème de Giacomo Puccini, mais sa partition s'inspirait plus de la musique française que de la musique italienne; s'y ajoutait sa propre personnalité.
Peu de temps après, il écrivit deux zarzuelas en un acte en collaboration avec Gerónimo Giménez : El Husar de la guardia (1904) et La gatita blanca (1905), toujours au répertoire un siècle plus tard alors que d'autres œuvres populaires en leur temps, comme Los Viajes de Gulliver (1911), ont disparu. Beaucoup de ses œuvres continuent d'être montées : l'opérette La generala (1912); l'opéra pastoral Maruxa (1914). Doña Francisquita (1923), zarzuela en trois actes (Género Grande) est sans doute la plus connue et la plus appréciée de toutes les œuvres de Vives. Ses dernières œuvres, en deux actes, Los Flamencos (1928) et Noche de verveine (1929) sont bien oubliées. La comédie lyrique Talismán (1932) fut un succès critique mais un échec commercial.
Vives a également été journaliste, collaborateur de La Tribuna; il a par la suite réuni ses articles dans un volume, ...Sofía (essais littéraires) publié en 1923, et réimprimé récemment (Madrid, Espasa-Calpe, 1973).
Vives est mort à Madrid en 1932.
Le 21 septembre 2014, ses restes ont été transférés à Collbató.

## Jugements
Isaac Albéniz a dit que si Vives avait cherché à composer d'une manière plus universelle, il aurait sans doute été une figure internationale majeure. Il aspirait à devenir un compositeur symphonique, mais n'a jamais suivi cette ambition. Webber remarque que : « Peut-être, a-t-il simplement manqué de confiance pour s'y risquer. Son livre autobiographique Sofía (1923) brosse un portrait révélateur d'une figure anxieuse », souffrant de plusieurs handicaps physiques, et « jamais entièrement satisfait d'être seulement le premier zarzuelero de son temps ».

## Œuvres principales
- Artus (1895)
- Don Lucas del Cigarral (1899)
- La balada de la luz (1900)
- Euda d'Uriach (1900)
- Los amores de la Inés (1902, avec Manuel de Falla)
- Bohemios (1904)
- El húsar de la guardia (1904)
- El arte de ser bonita (1905)
- La gatita blanca (1906)
- Juegos malabares (1909)
- Colomba (1910)
- La generala (1912)
- El carro del sol (1911)
- Maruxa (1914)
- La balada de Carnaval (1919)
- Doña Francisquita (1923)
- La villana (1927)
- Talismán (1932)